# Xylohypha pinicola
Xylohypha pinicola är en svampart som beskrevs av D. Hawksw. 1975. Xylohypha pinicola ingår i släktet Xylohypha, divisionen sporsäcksvampar och riket svampar.   Inga underarter finns listade i Catalogue of Life.